# Авдей (село)
Авде́й — село в Читинском районе Забайкальского края России. Входит в сельское поселение «Шишкинское».

## География
Расположено на правобережье реки Читы (в 1,5 км к западу от основного русла), в 45 км (по автодороге) к северо-востоку от краевого центра, города Чита, и в 9 км от центра сельского поселения — села Шишкино. В 1,5 км к юго-востоку от села проходит автодорога местного значения Верх-Чита — Бургень.

## Население
| 2010 | 2021 |
| ---- | ---- |
| 179  | ↘135 |